# The Gores Group
The Gores Group amerikai befektetési társaság Los Angelesben. A társaságot 1987-ben Alec E. Gores hozta létre, aki jelenleg is Chief Executive Officer-ként dolgozik. Eddig a Gores Groupnak körülbelül 60 cégben van részesedése, melyeknek árbevétele összesen 15 milliárd US-dollár. 2009 májusában 1,7 milliárd dollár saját tőkéje volt, amit többek között a Sagem Communications-ba és a Siemens Enterprise Communications-be fektetett.
A német nyelvű médiákban a Gores Group akkor került a figyelem középpontjába, amikor 2008 nyarán 51%-os részesedést szereztek a Siemens Enterprise Communications-ban.

## Fordítás
- Ez a szócikk részben vagy egészben  a   The Gores Group című német Wikipédia-szócikk fordításán alapul.  Az eredeti cikk szerkesztőit annak laptörténete sorolja fel. Ez a jelzés csupán a megfogalmazás eredetét és a szerzői jogokat jelzi, nem szolgál a cikkben szereplő információk forrásmegjelöléseként.

## Weblinkek
- hivatalos weboldal